# Equipe emiradense na Copa Davis
A equipe emiradense na Copa Davis representa os Emirados Árabes Unidos na Copa Davis, principal competição de tênis masculina por equipes do mundo. É administrada pela United Arab Emirates Tennis Association.